# The Definitive Ol' Dirty Bastard Story
Albums de Ol' Dirty Bastard
A Son Unique (albuum non commercialisé)
(2005) Free to Be Dirty: Live!
(2005)
The Definitive Ol' Dirty Bastard Story est une compilation posthume d'Ol' Dirty Bastard, sortie le 21 juin 2005.

## Liste des titres
| No  | Titre                                                                                   | Durée |
| --- | --------------------------------------------------------------------------------------- | ----- |
| 1.  | Brooklyn Zoo                                                                            | 3:48  |
| 2.  | Shimmy Shimmy Ya                                                                        | 2:42  |
| 3.  | Got Your Money (featuring Kelis)                                                        | 4:00  |
| 4.  | Recognize                                                                               | 4:14  |
| 5.  | Protect Ya Neck II the Zoo                                                              | 4:01  |
| 6.  | Rollin' Wit You                                                                         | 3:53  |
| 7.  | Cold Blooded                                                                            | 3:36  |
| 8.  | Nigga Please                                                                            | 2:49  |
| 9.  | Good Morning Heartache (featuring Lil' Mo)                                              | 4:21  |
| 10. | All in Together Now                                                                     | 4:43  |
| 11. | I Can't Wait                                                                            | 4:00  |
| 12. | Brooklyn Zoo (Clean LP Version)                                                         | 3:50  |
| 13. | Give It to Ya Raw                                                                       | 4:04  |
| 14. | Raw Hide                                                                                | 4:03  |
| 15. | Fantasy (Remix) (Mariah Carey featuring Ol' Dirty Bastard)                              | 4:50  |
| 16. | Ghetto Supastar (That Is What You Are) (Pras Michel featuring Ol' Dirty Bastard et Mya) | 4:18  |